# Oscar Chajes
Oscar Chajes (Galítsia, 14 de desembre de 1873 - USA, 28 de febrer de 1928), fou un jugador d'escacs jueu austrohongarès, posteriorment nacionalitzat estatunidenc. Chajes va néixer a Brodi, Galítsia, una ciutat que llavors era en territori de l'Imperi austríac, i posteriorment formà part de Polònia i més endavant de l'RSS d'Ucraïna; actualment és a Ucraïna.

## Resultats destacats en competició
El 1909 va guanyar el Campionat Obert dels Estats Units celebrat a Excelsior, Minnesota. El 1910, fou 2n a Chicago. Al gener i febrer de 1911, va empatar pel tercer-quart llocs a Nova York. L'agost i setembre de 1911, va jugar el seu únic gran torneig a Europa, i va empatar als llocs 23 a 26 al fortíssim torneig de Carlsbad (el campió fou Richard Teichmann), tot i que va guanyar els premis de bellesa per les seves victòries contra Savielly Tartakower i Julius Perlis. El 1913, va empatar als llocs 5è-6è a Nova York. El 1913, va empatar als llocs 4t-5è a Nova York. Al febrer/març de 1913, va empatar als llocs 4t-5è a l'Havana. El 1913, fou tercer al quadrangular de Nova York.
Durant la Primera Guerra Mundial, el 1914, va empatar als llocs 2n-3r a Nova York (el guanyador fou Edward Lasker). El 1915, va empatar al tercer-quart llocs a Nova York. Al gener i febrer de 1916, fou tercer al Memorial Rice de Nova York (el guanyador fou José Raúl Capablanca). El 1917, va guanyar el Campionat de l'Estat de Nova York a Rochester. El juliol de 1918, fou 2n, darrere d'Abraham Kupchik, a Rye Beach. A l'octubre/novembre de 1918, fou quart al Campionat del Club d'Escacs Manhattan.
Després de la guerra, l'agost de 1919, va fou tercer a Troy. El 1920, va guanyar a Nova York. El 1920, va empatar als llocs 1r-2n a Nova York. El 1923 va empatar als llocs 17è-18è amb Rudolf Spielmann al fort Torneig de Carlsbad (el campió fou Aleksandr Alekhin). També el 1923, va empatar als llocs 7è-8è a Llac Hopatcong, Nova Jersey (9è Congrés Americà d'Escacs). El 1923-24, va guanyar novament el Campionat del Manhattan Chess Club. El 1926, fou 11è a Chicago (el guanyador fou Frank Marshall). El 1926, fou quart a Nova York.
Chajes va jugar dos matxs contra el destacat jugador Dawid Janowski: va perdre a l'Havana el 1913 (+0 -2 =1), i va guanyar el 1918 a Nova York (+7 -5 =10).
Va ser l'última persona en derrotar José Raúl Capablanca, a Nova York 1916, abans que el cubà iniciés una ratxa de vuit anys invicte entre 1916-1924. Chajes va morir a Nova York el 1928.

### Rànquing mundial
El seu millor rànquing Elo s'ha estimat en 2660 punts, el gener de 1920, moment en què tenia 46 anys, cosa que el situaria en 10è lloc mundial en aquella data. Segons chessmetrics, va ser el 10è millor jugador mundial en 5 diferents mesos, entre el gener de 1919 i el gener de 1920.

## Partides notables
- Alfred Kreymborg vs Oscar Chajes, New York 1911, siciliana, drac, variant clàssica, B78, 0-1
- Oscar Chajes vs Savielly Tartakower, Karlsbad 1911, partida índia, defensa Wade-Tartakower, A46, 1-0
- Chajes vs José Raúl Capablanca, New York 1916, Memorial Rice, defensa francesa, MacCutcheon, variant Duras, C12, 1-0
- Oscar Chajes vs Dawid Janowski, New York 1918, siciliana, fianchetto accelerat, B34, 1-0
- Oscar Chajes vs Aron Nimzowitsch, Karlsbad 1923, defensa francesa, variant Winawer, variant del canvi diferit, C01, 1-0 Arxivat 2007-03-10 a Wayback Machine.